# António de São Dionísio
António de São Dionísio, O.F.M. (Marecos, cerca de 1616 - Ribeira Grande, 13 de setembro de 1684) foi um frei de São Francisco e prelado português da Igreja Católica, que serviu como bispo de Santiago de Cabo Verde.

## Biografia
Nascido em Marecos, no termo de Penafiel, por volta de 1616, estudou Teologia na Faculdade de Teologia da Universidade de Coimbra e depois, foi professor na mesma Universidade.
Em 1668, quando era lente de prima no Convento de São Francisco de Lisboa, foi proposto para bispo de São Tomé de Meliapor mas não chegou a tomar posse. Teve o seu nome escrutinado para ser bispo de Santiago de Cabo Verde em 11 de setembro de 1675.
D. Frei António de São Dionísio teve o seu nome aprovado pelo Papa Clemente X em Consistório secreto de 2 de dezembro de 1675. Foi consagrado em 1676, sem informações de local ou consagrante. Neste mesmo ano, parte para Cabo Verde e chega em 24 de junho na Sé.
Sua prioridade na Sé foi a assistência espiritual das ilhas do Barlavento e da ilha do Maio. Enfrentou diversas crises, inclusive financeira, com suas mercês atrasadas e sem conseguir receber os dízimos. Coibiu diversas atividades tidas como espúrias, como a "venda de cavalos a hereges" e, em 9 de julho de 1679, chegou a renunciar ao bispado. Contudo, permaneceu na Sé, e em 1681, pedia recursos para concluir a Sé Catedral. Ainda sofreu campanha infamatória, por parte do deão da Sé e do cônego Estêvão Freire, sobre o qual escreveu ao Rei em 15 de junho de 1684.
Faleceu em 13 de setembro de 1684, na cidade da Ribeira Grande, após 8 anos de bispado.